# Ponte Elisabetta
Il Ponte Elisabetta (in ungherese Erzsébet híd) è il terzo ponte più recente di Budapest e collega Buda e Pest passando sopra il Danubio.
Il ponte si trova nel punto più stretto del Danubio nell'area di Budapest, dove la larghezza è di soli 290 metri, e prende il nome da Elisabetta di Baviera, la famosa imperatrice austro-ungarica assassinata nel 1898 la cui statua in bronzo si trova a Buda. 
Le due estremità del ponte sono:
- Piazza 15 marzo, dove si trova la Chiesa parrocchiale del Centro-città[3], la più antica chiesa di Pest risalente al XIII secolo,
- Piazza Döbrentei a Buda dove svetta la statua monumentale di San Gerardo sulla collina Gellért e una scultura della Imperatrice Elisabetta.[4] Nelle vicinanze si incontrano le terme Rác e Rudas.